# بادام پرسپولیسی
بادام پرسپولیسی (نام علمی: Prunus erioclada) نام یک گونه از سرده پرونوس است.